# Monte Pangulubao

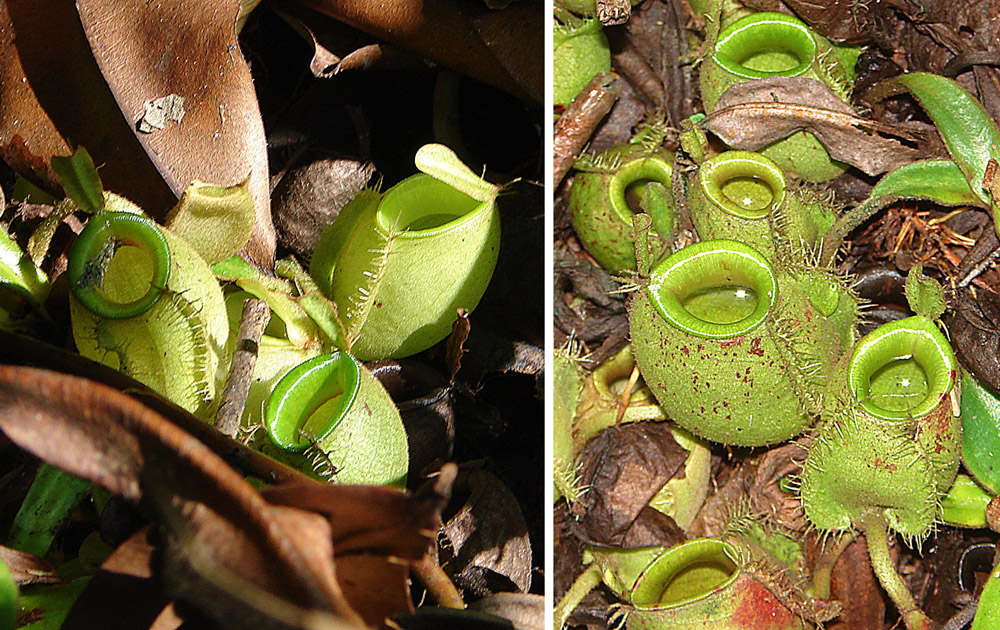
Nepenthes ampullaria.

Monte Pangulubao (en indonesio: Gunung Pangulubao) es una montaña cerca del lago Toba en la isla de Sumatra al oeste de Indonesia.
El Monte Pangulubao es notable por el número relativamente grande de especies tropicales de plantas que habitan sus bosques. Estas incluyen Nepenthes ampullaria, Nepenthes gymnamphora, Nepenthes mikei, Nepenthes ovata, Nepenthes rhombicaulis, Nepenthes spectabilis, y Nepenthes tobaica. El híbrido natural Nepenthes × pangulubauensis es llamada así por este monte.